# Toj
Toj – niemiecki zespół wyścigowy i konstruktor samochodów wyścigowych istniejący w latach 1974–1990. Został założony przez Jorga Obermosera. Ekipa tworzyła samochody startujące głównie w Formule 2 oraz w Formule 3.
W historii startów zespołu wyścigowego ekipa pojawiała się w stawce European 2-Litre Championship Hockenheim, Interserie, Nürburgring 1000 Kilometres oraz Europejskiej Formuły 2.